# Lago Warm
O Lago Warm (em inglês: Warm Lake) é um lago localizado em Idaho, nos Estados Unidos, abrangendo uma área de aproximadamente 260 hectares (640 acres). Situa-se a 42 quilômetros a leste de Cascade, no Condado de Valley, a uma altitude de 1.615 metros acima do nível do mar. Destaca-se como o maior lago natural na Floresta Nacional de Boise.
A diversidade de vida selvagem ao redor do lago contribui para sua popularidade, sendo frequentemente procurado para atividades como acampamentos, pesca e caça. Entre os grandes mamíferos presentes na área, estão alces, cervos-mula, ursos-negros e cervo-canadenses. Já entre as aves de grande porte, destacam-se águias carecas e águias-pescadoras. No que diz respeito à fauna aquática, o lago abriga espécies como trutas arco-íris, trutas-de-riacho, trutas-de-lago e trutas-touro, além de peixes-brancos de montanha e salmão Kokanee.
Duas opções de hospedagem estão disponíveis nas proximidades do lago: o North Shore Lodge, estabelecido em 1936, e o Warm Lake Lodge, fundado em 1911. O Serviço Florestal administra três áreas de acampamento ao redor do lago.